# كريس إدواردز
كريس إدواردز (بالإنجليزية: Chris Edwards)‏ (6 مايو 1976 بستوك أون ترينت في المملكة المتحدة - 31 مارس 2018) هو ملاكم بريطاني، صنّف ضمن فئة وزن الذبابة الممتاز ‏ ووزن الذبابة.

## إحصائيات
خاض خلال مسيرته 36 نزالا، فاز في 17 وتعادل في 4 وخسر في 15. فاز بالضربة القاضية في 4 نزالات.

## روابط خارجية
- كريس إدواردز على موقع بوكس ريك (الإنجليزية) (registration required)